# Herovering van Constantinopel
De Herovering van Constantinopel was de herovering van de stad Constantinopel door de troepen van het Keizerrijk Nicea op het Latijnse Keizerrijk op 25 juli 1261. De herovering leidde tot heroprichting van het Byzantijnse Rijk.

## Achtergrond
In 1204 had een West-Europees kruisvaardersleger de stad Constantinopel met zwaar militair geweld ingenomen, geplunderd en veroverd op het Byzantijnse Rijk en vestigden zij het Latijnse Keizerrijk in de voormalige Byzantijnse hoofdstad. De overblijfselen van het Byzantijnse Rijk verbrokkelden in een paar kleinere Griekse rijkjes, waarvan de belangrijkste Nicea was. In de decennia die volgden werd oorlog gevoerd over de erfenis van het Byzantijnse Rijk.
Na de dood van keizer Theodoros II Laskaris in 1258 volgde een kleine paleiscoup en stelde de begaafde generaal Michaël Palaiologos zichzelf aan als regent voor de nieuwe keizer Johannes IV Laskaris, die nog een kind was. In november 1258 werd hij tevens uitgeroepen tot medekeizer. Een jaar later versloeg hij het merendeel van zijn vijanden in de Slag bij Pelagonia. In 1260 waagde een Michaël Palaiologus een eerste poging om Constantinopel te veroveren. Ze slaagden er niet in de stad te veroveren en met keizer Boudewijn II van Constantinopel werd een jaar wapenstilstand overeengekomen.
De meeste bondgenoten van het Latijnse Keizerrijk waren in 1261 uitgeschakeld en in dat jaar had het alleen nog de paus en de republiek Venetië over als bondgenoten. In een poging een eigen marine te verkrijgen sloot Michaël Palaiologos een verbond met de republiek Genua.

## Herovering
In de zomer van 1261 had Michaël Palaiologus zijn generaal Alexios Strategopulos met een klein leger naar Thracië gestuurd. Bij de plaats Selymbria hoorde deze generaal vertellen dat het resterende Latijnse leger met de Venetiaanse vloot erop uit was getrokken om het Niceense eiland Daphnousia te veroveren. Er werd hem daar ook verteld dat ze via een achterpoort gemakkelijk door de ommuring van Constantinopel konden komen. Strategopulos maakte van deze kans gebruik en reed met een klein detachement de stad binnen. In de stad verraste ze de aanwezige wachters en gooiden hen van de wallen. Daarop openden ze de poorten en kon op 25 juli 1261 het leger Constantinopel in.
Keizer Boudewijn II werd wakker van het tumult in zijn stad en hij vluchtte te voet naar de haven waar hij met een Venetiaans schip naar Euboea werd gebracht. De Byzantijnse soldaten zetten het Venetiaanse kwartier in de stad in vlammen. Ondanks de angst die ontstond onder de overgebleven Franken in de stad vond er geen massaslachting plaats. Toen de kust veilig was werden ook zij met Venetiaanse schepen verscheept naar Euboea.

## Nasleep
Op 15 augustus 1261 arriveerde keizer Michaël Palaiologus in Constantinopel. Hij kwam de stad binnen via de Gouden Poort en reed vanaf daar door naar de Hagia Sophia, waar hij tot keizer werd gekroond door patriarch Arsenius. Ditmaal werden hij en zijn vrouw alleen gekroond. Michaël's medekeizer, de elfjarige Johannes IV Doukas Laskaris, werd op de eerste kerstdag van dat jaar de ogen uitgestoken. De nakomelingen van Michaël Palaiologus zouden tot aan de Val van Constantinopel in 1453 over de stad regeren.